# 최윤수
최윤수(崔允壽, 1967~)는 1967년생의 대한민국 검찰 출신의 법조인이다. 배우자는 황수경으로, 전 kbs 아나운서 출신이다.

## 학력
- 내성고등학교
- 서울대학교 법과대학 법학 학사

## 주요 경력
- 1989년 : 제31회 사법시험 합격
- 1993년 : 제22기 사법연수원 수료
- 1993년 ~ 1994년 우방 법무법인 변호사(1993-1994)
- 수원지방검찰청 검사(1994-1996.)
- 대구지방검찰청 김천지청 검사(1996-1998)
- 서울지방검찰청 강력부 검사(1998-2000)
- 부산지검 검사(2000-2004)
- 서울남부지검 검사(2004)
- 법무부 감찰관실 검사(2005.2)
- 대전지검 논산지청장(2007.2)
- 대검찰청 조직범죄부장(2009.2)
- 서울중앙지검 특수2부장검사(2010.8)
- 부산고검 검사(법무연수원 대외교류협력단장)(2011.9.)
- 전주지검 차장검사(2013.4)
- 대검찰청 검찰연구관(2014.1)
- 서울중앙지검 제3차장검사(2015.2)
- 부산고검 차장검사(2015.12.)
- 국가정보원 제2차장(2016.2-2017.6.)
- 최윤수법률사무소 변호사(2017-2021)
- 법무법인(유한) 대륙아주 변호사(2021-2022)
- 법무법인 율촌 변호사(2023-)
- 효성중공업 사외이사(2023.3-)
  - 효성중공업 감사위원회 위원
- SBS 사외이사(2025.3-)